# Marco Mordente
Pour les articles homonymes, voir Mordente.
Marco Mordente, né le 7 janvier 1979 à Teramo, en Italie, est un joueur italien de basket-ball, évoluant au poste de meneur. 